# Європейська колія
Європейська колія (також нормальна колія, стандартна колія або стефенсонівська колія) — ширина колії, якою користуються приблизно 60 % усіх залізниць у світі. Відстань між внутрішніми краями рейок становить 1435 мм (4 фути 8½ дюймів).

## Історія

Розповсюдження різних ширин колії по світу.
(Дивись таблицю праворуч)

Оскільки залізниці окремих країн розвивалися, стикалися й з'єднувалися між собою, з часом виникла потреба ухвалити рішення про єдину ширину колії (відстань між внутрішніми сторонами рейок). Зрештою в значній частині світу було затверджено «стандартну колію» 1435 мм (4 фути 8½ дюймів), що спростило поєднання залізничних систем.
Перші залізничні лінії в шахтарських районах на північному сході Англії мали ширину колії 4 фути 8 дюймів (1422 мм); крім того, в Англії була в ужитку ще широка колія. А в Шотландії перші залізниці мали ширину 4 фути 6 дюймів (1372 мм) (шотландська колія). У 1846 в обох країнах колії цих залізниць було розширено до стандартної колії.
У деяких районах США, головним чином на північному сході, була прийнята стандартна ширина колії, оскільки найперші потяги було закуплено у Великої Британії. Але до другої половини XIX сторіччя у Великій Британії та США вже існувало декілька варіантів ширини колії. Американці дуже повільно змінювали ширину колії своїх залізниць, але знищення значної частини залізниці під час Громадянської війни на Півдні, де ширина колії складала 5 футів (1524 мм), значно прискорило перехід на стандартну колію.

## Походження
Існує міська легенда про те, що ширина колії 1435 мм (4 фути 8½ дюймів) пов'язана з шириною колії давньоримської брички. Цю легенду спростовано. Історично склалося так, що в бричок відстань між колесами була приблизно 1524 мм (5 футів). Крім того, у дорожнього рухомого складу ширина габариту вимірюється по найвіддаленіших точках колеса (є дані, що перші залізниці теж вимірювалися таким чином), але з часом стало зрозуміло, що стане ліпше, якщо гребінь колеса буде розташовуватися на внутрішній грані рейки (відповідно вимірюється зазор між унутрішніми гранями рейок).
На кінних залізницях не існувало стандартної колії, але можна довільно згрупувати: на півночі Англії не менш 4 футів. Вільямська шахтна залізниця, побудована до 1763, мала ширину 5 футів; Джон Бленкинсопська Міддлтонська залізниця (англ. Middleton Railway) мала ширину 4 фути, але була розширена до 5 футів задля використання Бленкинсопського двигуна. Інші залізниці мали ширину колії 4 фути 4 дюйми в Біаміші або 4 фути 7,5 дюймів (Біггес-Мейн та Кентон й Кокслодж).
Джордж Стефенсон, отримавши фах механіка парових машин, на початку своєї кар'єри працював машиністом на вугільних копальнях графства Дарем. Він використовував ширину колії в 4 фути 8 дюймів у Нортумберленді й Даремі, а також на Кіллінгворзовській залізниці. Хеттон та Спрінгвелл використовують таку саму ширину колії.
Stockton and Darlington Railway (S&DR) було побудовано для перевезення вугілля з шахт поблизу Шилдона в порт Стоктон-он-Тіз. S&DR початково мала ширину колії 4 фути 8 дюймів (1422 мм) і була споруджена з урахуванням ширини колії на вугільних шахтах. Після будівництва ця ширина використовувалася ще 15 років до того, як її було змінено на (1435 мм).

## Початок запровадження колії 4 фути 8 ½ дюйма
Джордж Стефенсон використав колію 4 фути 8 ½ дюйма (1435 мм) (з додатковим півдюймом, що є обов'язковим на кривих) на залізниці Ліверпуль — Манчестер. Початок будівництва — 1826, відкриття 30 вересня 1830. Успіх цього проєкту дав Джорджу Стівенсону і його сину Роберту замовлення на низку інших залізничних проєктів. Але тим часом будувались Залізниця Честер — Біркенхед початок будівництва 12 липня 1837, ширина колії 4 футів 9 дюймів (1448 мм); Залізниця Східних Графств початок будівництва 4 липня 1836, ширина колії 5 футів (1524 мм), Залізниця Лондон — Блеквол, початок будівництва 28 липня 1836 ширина колії 5 футів, Залізниця Лондон — Брайтон, початок будівництва 15 липня 1837, ширина колії 4 фута 9 дюмів; Залізниця Манчестер — Бірмінгем, початок будівництва 30 червня 1837, ширина колії 4 фути 9 дюймів; Залізниця Манчестер — Лідс, початок будівництва 4 липня 1836, ширина колії 4 фути 9 дюймів Залізниця Північ — Схід, початок будівництва 4 липня 1836 г, ширина колії 5 футів 0 дюймів. При ширині колії 4 фути 9 дюймів перешивати на 4 фути 8 ½ дюйма в (1435 мм) колію не треба.
Авторитет Стівенсона — мабуть, провідна причина прийняття 4 фути 8 ½ дюйма (1435 мм) за стандарт і його широке застосування.

## Королівська комісія
У 1845 Королівська комісія оголосила вирок на користь стандартної колії: у Великій Британії Стівенсонську колію обрано, базуючись на тому, що її загальна довжина в королівстві була у вісім раз довшою ніж головного суперника Великої Західної залізниці з шириною колії (7 футів 0¼ дюйми або 2140 мм). Прийнятий у 1846 Уніфікувальний закон наголошував, що всі залізниці, призначені для пасажирських перевезень, мають пристосувати колію до стандартної — 4 фути 8 ½ дюйми (1435 мм) і в Ірландії — 5 футів 3 дюйми (1600 мм). Після прийняття цього закону більшість залізниць перешили колію згідно з новим стандартом.

## Україна
Залізниці України, що прилягають до Польщі, Румунії, Словаччини, Угорщини, мають ділянки залізниці з європейською (1435 мм) колією.
Окрім ділянок від прикордонних станцій до першої станції на території сусідньої країни (Чоп—Чєрна-над-Тисою, Чоп—Загонь, Рава-Руська—Гребенне, Рава-Руська—Верхрата), існує багато ліній, що заходять далеко вглиб України.
- Залізниця Чоп—Батьово—Королево—Дякове (103 км) з відгалуженням колії 1435 мм від Батьово до Мукачево (26 км) — чотириколійна, на станціях із колійним розвитком.
- Залізниця Глибока-Буковинська — Вадул-Сірет (6 км).
- Залізниця Стар'ява — Хирів (9 км).
- Залізниця Нижанковичі — Хирів (23 км).
- Залізниця Мостиська — Мостиська ІІ кордон (9 км).
- Залізниця Ковель — Ягодин (67 км).

Влітку 2023 року Європейська комісія спільно з Європейським інвестиційним банком розробили стратегію інтеграції залізничних систем України та Молдови в європейську, зокрема — перехід на євроколію шириною 1435 мм.